# Mo (kana)
も în hiragana sau モ în katakana, (romanizat ca mo) este un kana în limba japoneză care reprezintă o moră. Caracterele hiragana și katakana sunt scrise fiecare cu trei linii. Kana も și モ reprezintă sunetul pronunție în japoneză [mo].
Originea caracterelor も și モ este caracterul kanji 毛.

## Forme
| Formă                                   | Rōmaji          | Hiragana                   | Katakana                   |
| --------------------------------------- | --------------- | -------------------------- | -------------------------- |
| Fără semne diacritice: m- (ま行 ma-gyō) | mo              | も                         | モ                         |
| Fără semne diacritice: m- (ま行 ma-gyō) | mou moo mō, moh | もう, もぅ もお, もぉ もー | モウ, モゥ モオ, モォ モー |

## Ordinea corectă de scriere
|                                      |
| Ordinea corectă de scriere pentru も |

|                                      |
| Ordinea corectă de scriere pentru モ |

## Alte metode de scriere
- Braille:

| ・－ ・・ |

- Codul Morse: －・・－・